# Oscar Bluhm
Oscar Bluhm (* 1867 in Meißen; † 1912 in Leipzig) war ein deutscher Maler und Illustrator. Seine frühen Werke zeigten Kriegsthemen, später widmete sich Bluhm der Porträt- und Genremalerei. Seine Bilder zeigen Porträts- und elegante Szenen aus dem Leben und der Freizeit der gehobenen Gesellschaft. Ab 1892 arbeitete er als Illustrator für die Zeitschrift Fliegende Blätter und Meggendorfer-Blätter. Er illustrierte den Roman "Der verlorene Sohn" von Nataly von Eschstruth.

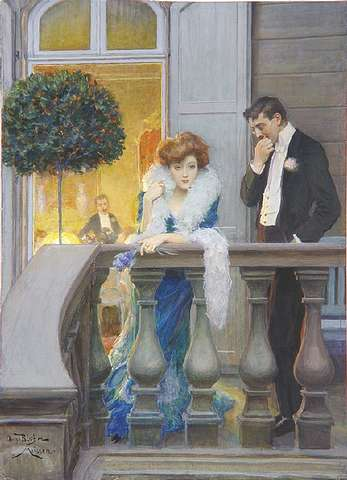
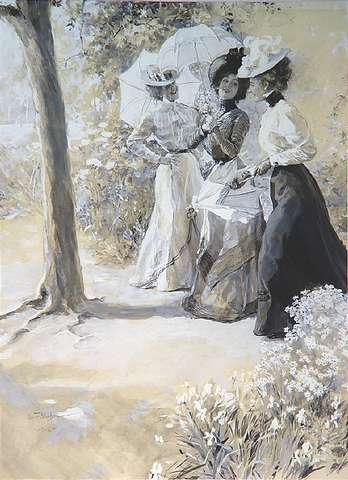
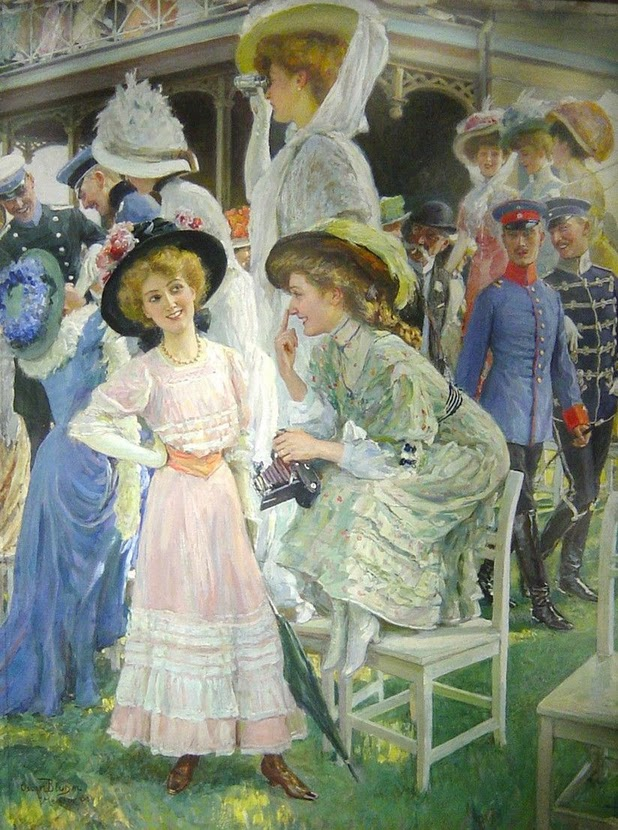
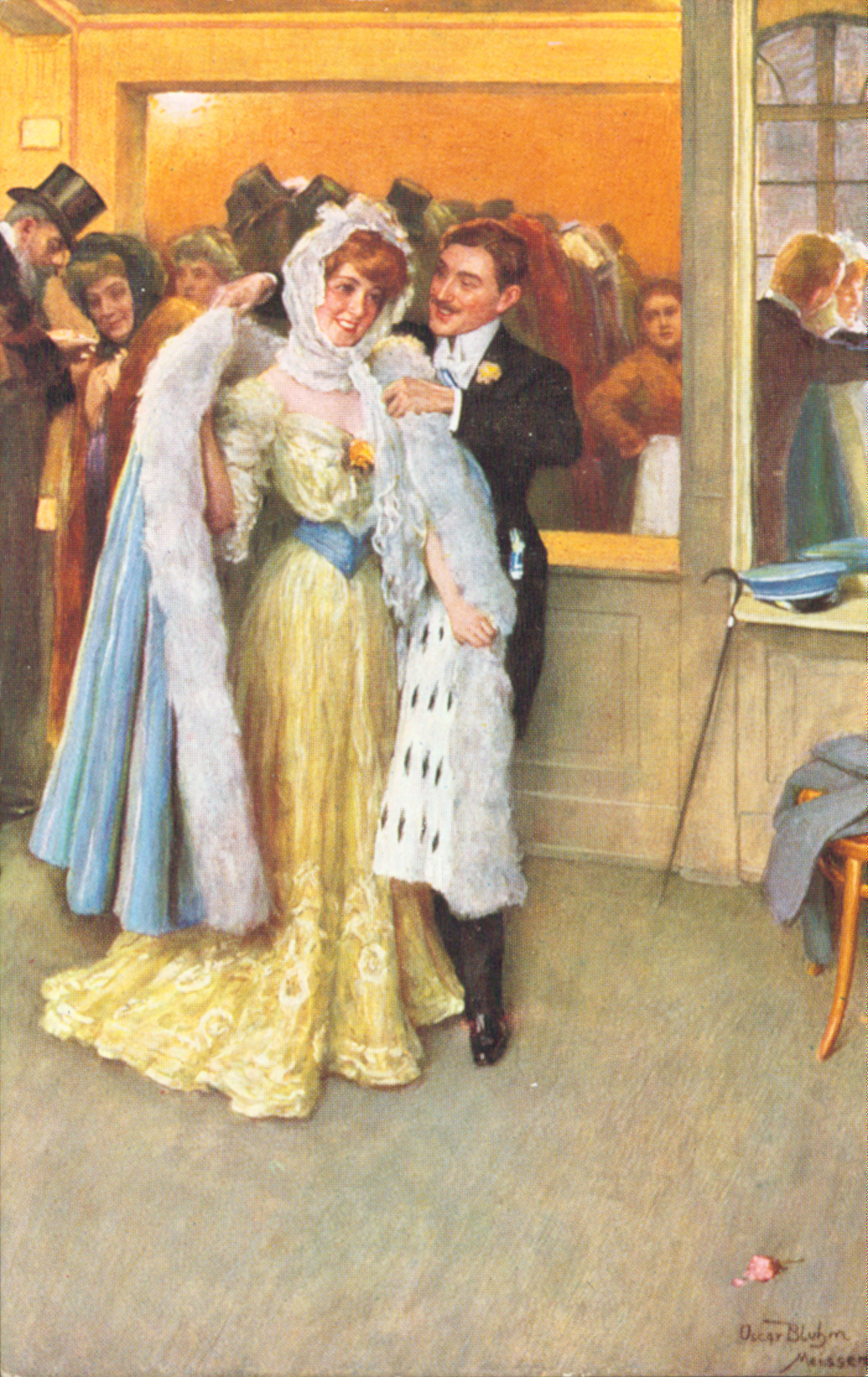
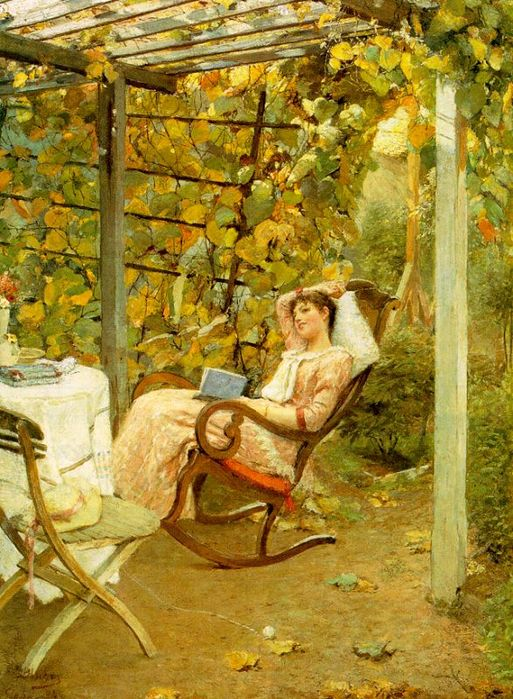
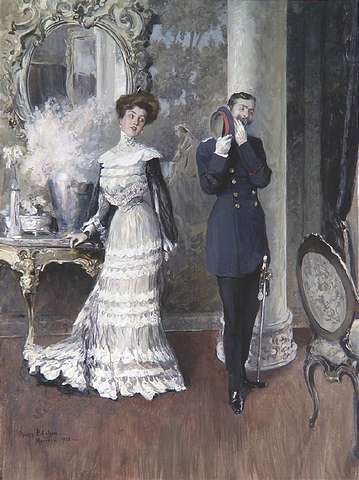
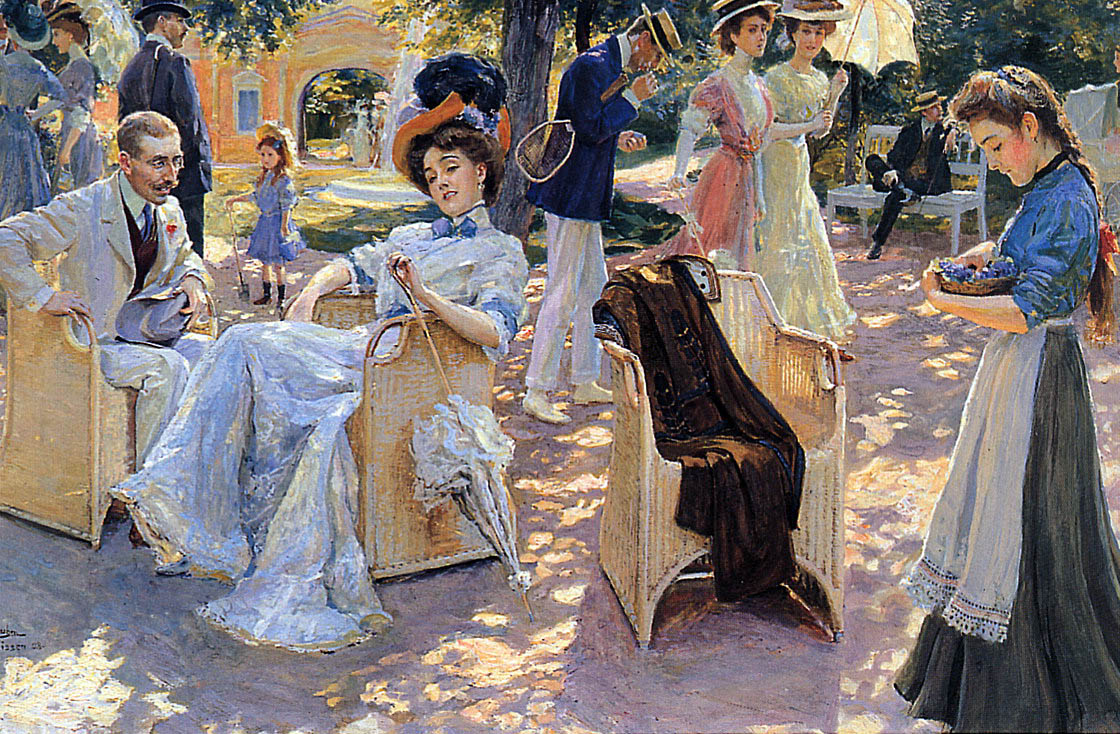
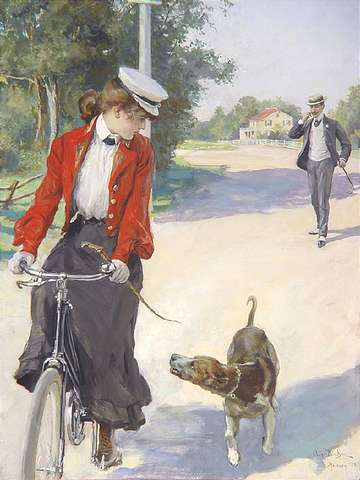
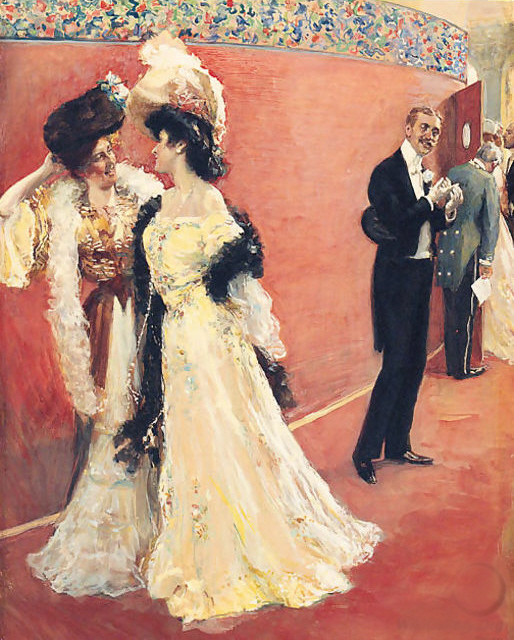
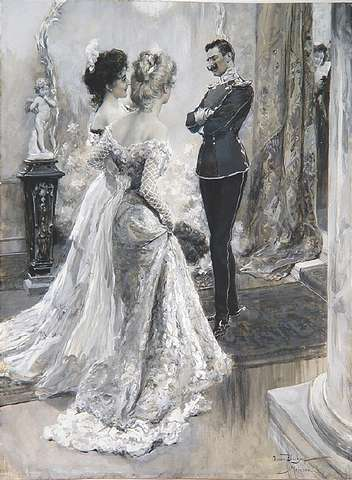